# Семизьян, Александр Михайлович
 Алекса́ндр Миха́йлович Семизья́н  (7 марта 1985, Новороссийск) — российский футболист, нападающий. Сын футболиста и тренера Михаила Семизьяна.

## Карьера
Дебютировал в 2003 году в «Черноморце» Новороссийск. В 2007 году сыграл 2 матча в Премьер-лиге за «Кубань». В начале 2009 года перешёл в «Абинск». 17 августа 2009 года перешёл в новороссийский «Черноморец». В сезоне 2011/12 был заявлен в состав клуба «Славянский» Славянск-на-Кубани.

## Статистика выступлений
| 2006             | Черноморец       | Второй дивизион. Юг | 14 | 1 | 1 | 0 | 15 | 1 |
| 2006             | Сочи-04          | Второй дивизион. Юг | 10 | 3 | — | — | 10 | 3 |
| 2007             | Кубань           | Премьер-лига        | 2  | 0 | — | — | 2  | 0 |
| 2009             | Абинск           | Второй дивизион. Юг | 3  | 0 | 1 | 0 | 4  | 0 |
| 2009             | Черноморец       | Первый дивизион     | 2  | 0 | — | — | 2  | 0 |
| 2011/12          | Славянский       | Второй дивизион. Юг | 27 | 4 | 1 | 0 | 28 | 4 |
| 2012/13          | Славянский       | Второй дивизион. Юг | 13 | 1 | 1 | 0 | 14 | 1 |
| Всего за карьеру | Всего за карьеру | Всего за карьеру    | 71 | 9 | 4 | 0 | 75 | 9 |